# Тріумфальна арка (роман)
«Тріумфальна арка» — роман німецького письменника Еріха Марія Ремарка, вперше опублікований у США в 1945 році; німецьке видання вийшло в 1946. Існують припущення, що прототипом головної героїні Джоан була Марлен Дітріх, з якою Ремарк проводив час у Парижі перед початком Другої світової війни.

## Сюжет
Головний герой роману — німець, талановитий хірург Равік (справжнє ім'я — Людвіг Фрезенбург; інші вигадані прізвища — Воцек, Нойман, фон Горн) — воював у Першій світовій війні, у 1933 переховував трьох товаришів (Розенберга, Вільмана й Різенфельда), за що його було арештовано. Після допитів його дружина Сибілла загинула в концентраційному таборі. Равіку вдалося втекти зі шпиталю й оселитися у Франції. Тричі його висилали в Швейцарію, але міняючи прізвище, він щоразу повертався до Парижу.
Дія роману відбувається у Франції протягом 1938–1939 рр. Равік нелегально оперує в клініці замість ліцензованих, але менш кваліфікованих лікарів Вебера і Дюрана. Мешкає в недорогому готелі «Ентернасіональ» серед інших біженців — хазяйка не вимагає від мешканців реєстрації й покриває їх перед поліцією. Товаришує з російським емігрантом Борисом Морозовим.
Однієї ночі біля Тріумфальної арки він зустрів жінку Джоан Маду, яка була чимось сильно налякана. Він запросив її до себе в готель, а потім дізнався, що Джоан залишила у своєму готельному номері труп чоловіка, із яким мешкала в Парижі. Він допоміг їй розібратися в цій ситуації і, щоб здихатися її, запропонував влаштуватися працювати співачкою в ресторані «Шахерезада», де Морозов працював швейцаром.
Наступного разу Равік побачив Джоан на сцені «Шахерезади» й закохався в неї. Вони почали зустрічатися. Поступово Джоан набридли готельні номери й виступи в ресторані, вона стала мріяти про спокійне життя разом із Равіком, але це було неможливо через те, що її коханий був біженцем.
Равік і Джоан провели кілька тижнів на відпочинку в Антібі. Через тиждень після повернення в Париж Равік на вулиці став свідком нещасного випадку: на жінку впала балка з будівлі. Він надав потерпілій допомогу, але поліцейський і репортери захотіли дізнатися його прізвище. Коли стало зрозуміло, що він біженець без документів, Равіка вислали в Швейцарію. Він устиг зателефонувати Джоан.
Через три місяці йому вдалося повернутися до Франції. Він дізнався, що Джоан звільнилася з «Шахерезади» й живе з чоловіком, який влаштував їй контракт на знімання в кіні. На своє виправдання жінка сказала Равіку, що не сподівалася на його повернення. Її новий коханець захоплювався нею, а Джоан це було потрібне, але вона й далі кохала Равіка, тому не хотіла залишати обох чоловіків. Равік не зміг із цим миритися й покинув жінку.
Випадково у Парижі Равік зустрів Гааке — гестапівця, що у Німеччині катував його й довів до самогубства Сибіллу. Він тижнями планував убивство свого ворога й однієї ночі йому вдалося втілити цей план у життя: він закопав труп Гааке в передмісті і спалив його документи.
Однієї ночі йому зателефонувала Джоан і попросила його приїхати, але Равік поклав трубку. Незабаром його розбудив чоловік, який повідомив, що застрелив Джоан. Равік відвіз жінку до клініки, провів операцію, але її життя вже неможливо було врятувати. Він дізнався з газети, що розпочалася війна. Його як німця мали помістити до французького концентраційного табору, але Равік відмовився скористатися підробленими документами, щоб уникнути ув'язнення. Він повернувся до готелю і разом із іншими нелегальними емігрантами залишив його під конвоєм поліції.

## Головні герої
- Равік (Людвіг Фрезенбург);
- Джоан Маду — акторка, співачка. Її батько — румун, мати — англійка. Дитинство провела в Італії;
- Гааке — німецький гестапівець, який катував Равіка і довів до самогубства його дружину;
- Вебер — гінеколог з клініки Дюрана, товариш Равіка; має родину, доглядає власний сад;
- Дюран — знаменитий лікар, власник клініки. Хороший діагност, але поганий хірург, тому за мізерну плату таємно наймає лікарів-емігрантів, які оперують хворих замість нього;
- Ежені — медсестра клініки, святенниця і донощиця;
- Кет Гегстрем — американка, перша пацієнтка Равіка в Парижі. Хвора на рак. Повернулася до Штатів на кораблі «Нормандія»;
- Борис Морозов — високий і міцний 60-річний бородань, емігрант із Росії; працює портьє у закладі «Шахерезада». Мріє помститися комуністам, що закатували його батька;
- Арон Гольдберг — сусід Равіка в готелі «Ентернасьональ», повісився на вікні;
- Рут Гольдберг — його дружина. Після смерті чоловіка продала його паспорт іншому нелегальному емігрантові;
- Ернст Зейденбаум — доктор філології та філософії, нелегальний мігрант, 6 років мешкав в «Ентернасьоналі»;
- Розенфельд — емігрант, який продає унікальні картини (ван Гога, Сезанна, Гогена, Сіслея, Ренуара, Делакруа) для того, щоб прожити;
- Люсьєнна — невдало зробила аборт у непрофесійної лікарки, після чого потрапила до клініки, де її оперував Равік. Після видалення матки стала заробляти проституцією;
- Роланда — розпорядниця публічного будинку «Озіріс». Отримала спадок від родички і відкрила власну кав'ярню.

## Екранізації
- «Тріумфальна арка» — фільм 1948 року з Інгрід Бергман і Шарлем Буайе в головних ролях;
- «Тріумфальна арка» — фільм 1985 року; ремейк фільму 1948 року.

## Зв'язок з іншими роботами
Книга входить до так званої «емігрантської трилогії» Ремарка, до якої входять «Возлюби ближнього свого» (1939), «Тріумфальна арка» (1945) та «Ніч у Лісабоні» (1962)." Подібно до Ремаркових романів «Возлюби ближнього свого» та «Ніч у Лісабоні», сюжет «Тріумфальної арки» обертається навколо життя людей без громадянства.
Один з героїв роману Равік згодом також з'являється як епізодичний персонаж іншого Ремаркового роману Тіні в раю (1971).

## Переклади українською
Хронологічний список українських перекладів творів Еріха Марії Ремарка.
- Еріх Марія Ремарк. Твори в 2-х томах. Київ: «Дніпро», 1986. Передмова: Дмитро Затонський. 573 стор. (Т. 1), 768 стор. (Т. 2)
  - На Західному фронті без змін (Т. 1). Переклад з німецької: Катерина Гловацька
  - Три товариші (Т. 1). Переклад з німецької: Микола Дятленко та Аркадій Плют
  - Тріумфальна арка (Т. 2). Переклад з німецької: Євген Попович
  - Чорний обеліск (Т. 2). Переклад з німецької: Євген Попович
- Еріх Марія Ремарк. «Тріумфальна арка». Переклад з німецької: Євген Попович. Харків: «Фоліо», 2006, 416 стор. ISBN 966-03-3273-4
- Еріх Марія Ремарк. «Чорний обеліск. Тріумфальна арка. Ніч у Лісабоні». Переклад з німецької: Євген Попович, Юрій Микола Дятленко, Аркадій Плют; Ілюстрація палітурки: RomaN; малюнки: Олександр Семякін. Харків: КСД. 2015, 912 стор. ISBN 978-966-148-323-0 (палітурка), ISBN 978-966-14-8612-5 (ebook)
  - «Чорний обеліск». Переклад з німецької: Євген Попович
  - «Тріумфальна арка». Переклад з німецької: Євген Попович
  - «Ніч у Лісабоні». Переклад з німецької: Микола Дятленко та Аркадій Плют

- (передрук) Еріх Марія Ремарк. «Тріумфальна арка». Переклад з німецької: Євген Попович. Харків: КСД, 2018, 480 стор. ISBN ?